# Trensacq
Trensacq – miejscowość i gmina we Francji, w regionie Nowa Akwitania, w departamencie Landy.
Według danych na rok 1990 gminę zamieszkiwało 226 osób, a gęstość zaludnienia wynosiła 3 osób/km² (wśród 2290 gmin Akwitanii Trensacq plasuje się na 951 miejscu pod względem liczby ludności, natomiast pod względem powierzchni na miejscu 63).